# Ariz (Lugo)
Ariz es un lugar español situado en la parroquia de Puebla de San Julián, del municipio de Láncara, en la provincia de Lugo, Galicia.

## Localización
Está situado a 402 metros de altitud, al norte del río Neira.

## Historia
A mediados del siglo XIX tenía una población de 55 habitantes. La localidad aparece descrita en el segundo volumen del Diccionario geográfico-estadístico-histórico de España y sus posesiones de Ultramar de Pascual Madoz de la siguiente manera:

ARIZ: aldea. en la prov. de Lugo, ayunt. de Láncara, felig. de San Julian de la Puebla (V.): pobl. 11 vec., 55 habitantes.
(Madoz, 1845, p. 561)

## Demografía
| Gráfica de evolución demográfica de Ariz entre 2000 y 2021 |
|                                                            |
| Datos según el nomenclátor publicado por el INE.           |